# Воскресенская церковь (Кяхта)
 Воскресенская церковь — православный храм, один из памятников русской архитектуры XIX века в Забайкалье. Возведён на пожертвования кяхтинского купечества в 1830—1838 годы на границе с Монголией в слободе города Кяхта (до 1934 года — Троицкосавск).

## История
Первая деревянная Воскресенская церковь была построена в середине XVIII века в юго-восточном углу Кяхтинской крепости. В 1810-х гг. было принято решение о замене на каменную.
Новый храм во имя Воскресения Христова был заложен 1 июня 1830 года. Храм расположили примерно в 30 саженях севернее старого. Автор проекта московский архитектор Григорий Герасимов.
При нём «тёплые» приделы во имя Казанской Божией Матери, святителя и чудотворца Николая, освятили в октябре 1834 года.
Строительство закончили в 1838 году.
Проект иконостаса для главного придела храма выполнен архитектором Разгильдеевым. В 1848 году архиепископ иркутский Нил утвердил проект бронзового иконостаса с хрустальными колоннами и серебряными царскими дверями, а также серебряные престол и жертвенники.
Церковь имела богатую отделку. Объемно-пространственная композиция Воскресенской церкви оригинально сочетала в себе традиции и последние достижения архитектуры того времени.

«По внутреннему благолепию и богатству храм этот едва найдет себе равных во всей Сибири» — отзывы путешественников
Высота колокольни до карниза крыши 15 саженей, а до верхушки креста 20 саженей (42,60 м). В четвёртом ярусе размещался механизм башенных часов с боем.
Территория Воскресенской церкви была обнесена оградой, состоявшей из массивных каменных столбов на высоком цоколе и чугунной решетки.
Церковь была закрыта в 1930-е годы, в ней находился склад магазина специальной торговли.
В 1996 году храм передан в ведение Русской православной церкви.

## Галерея

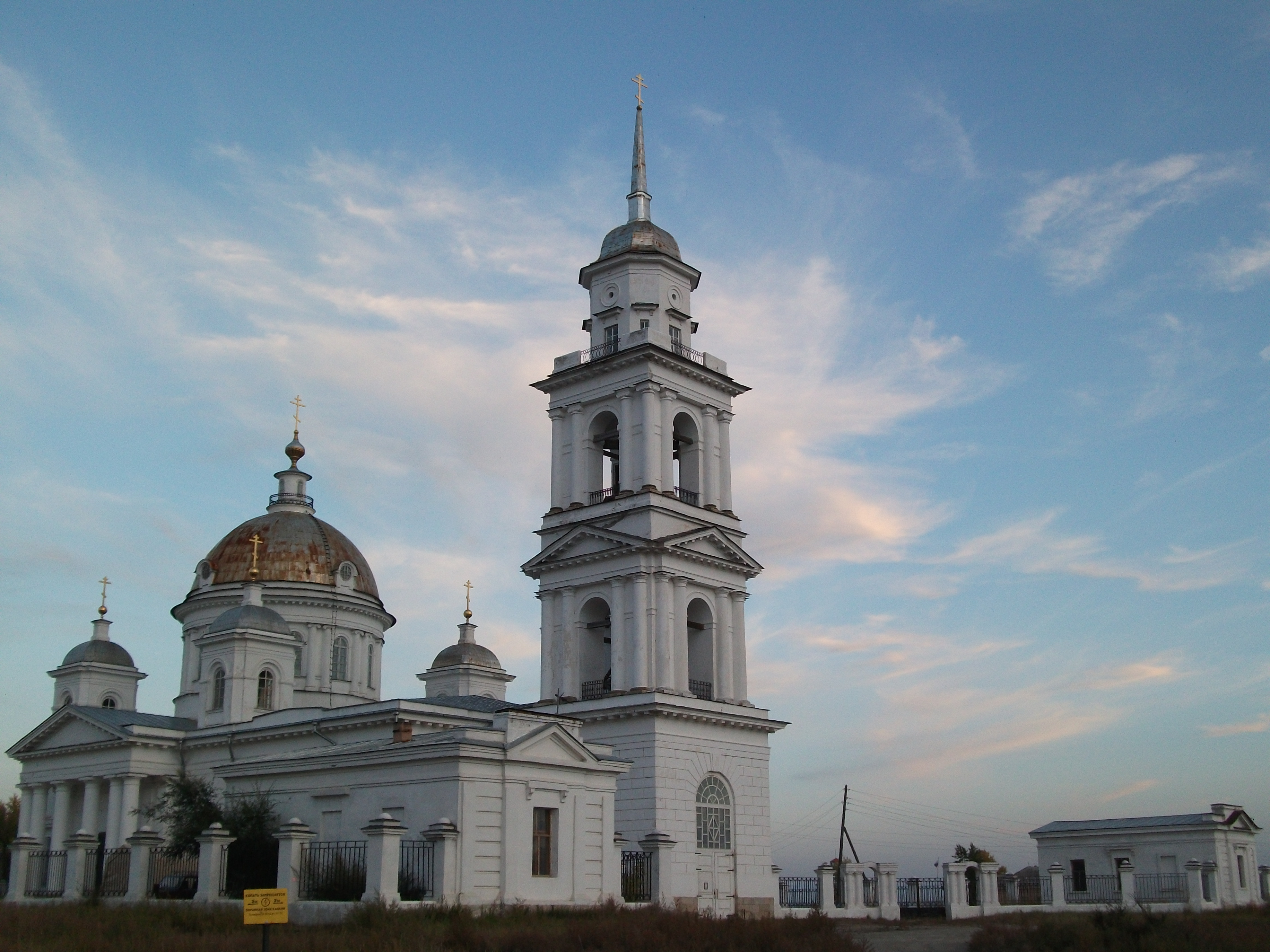
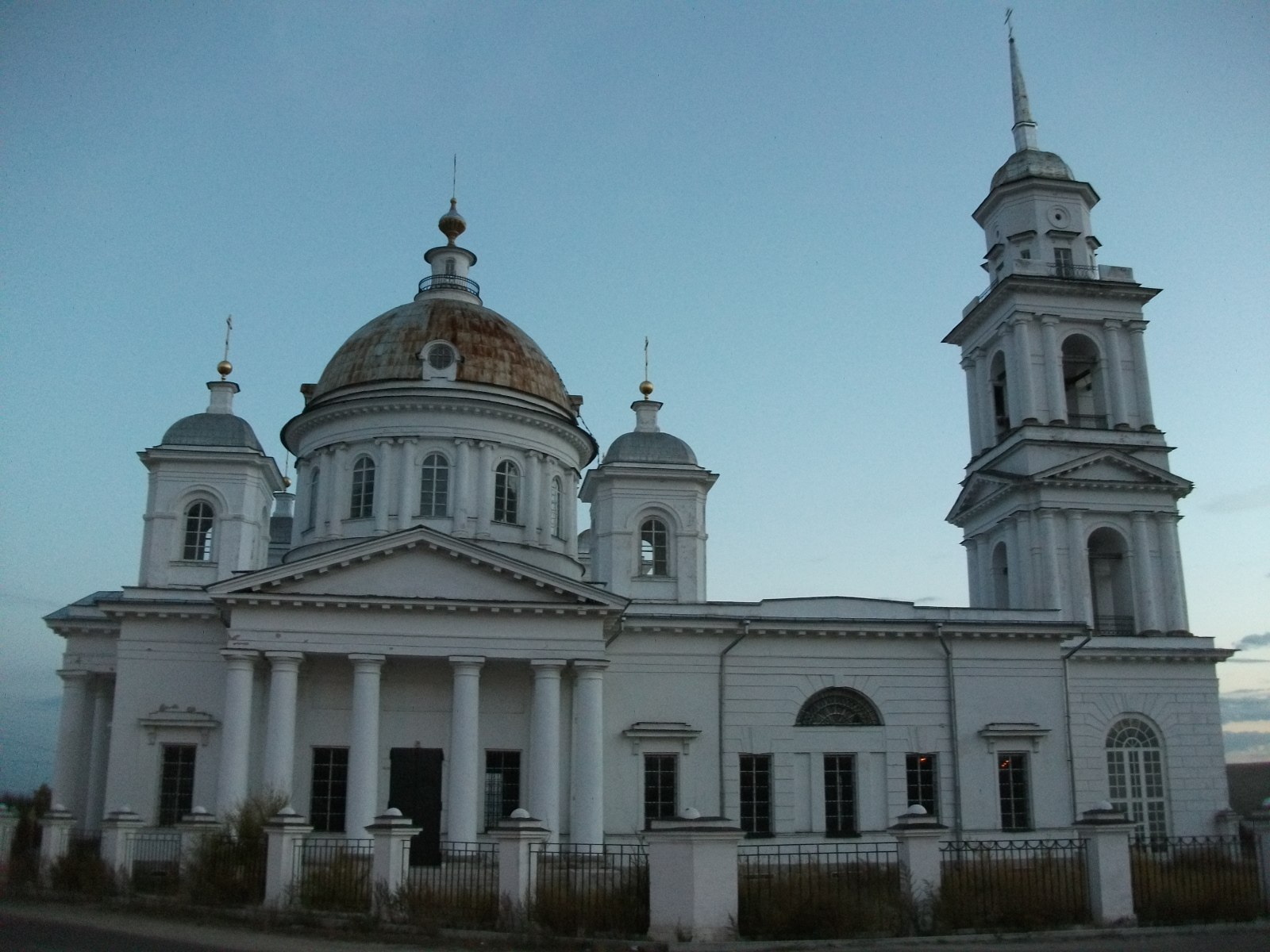
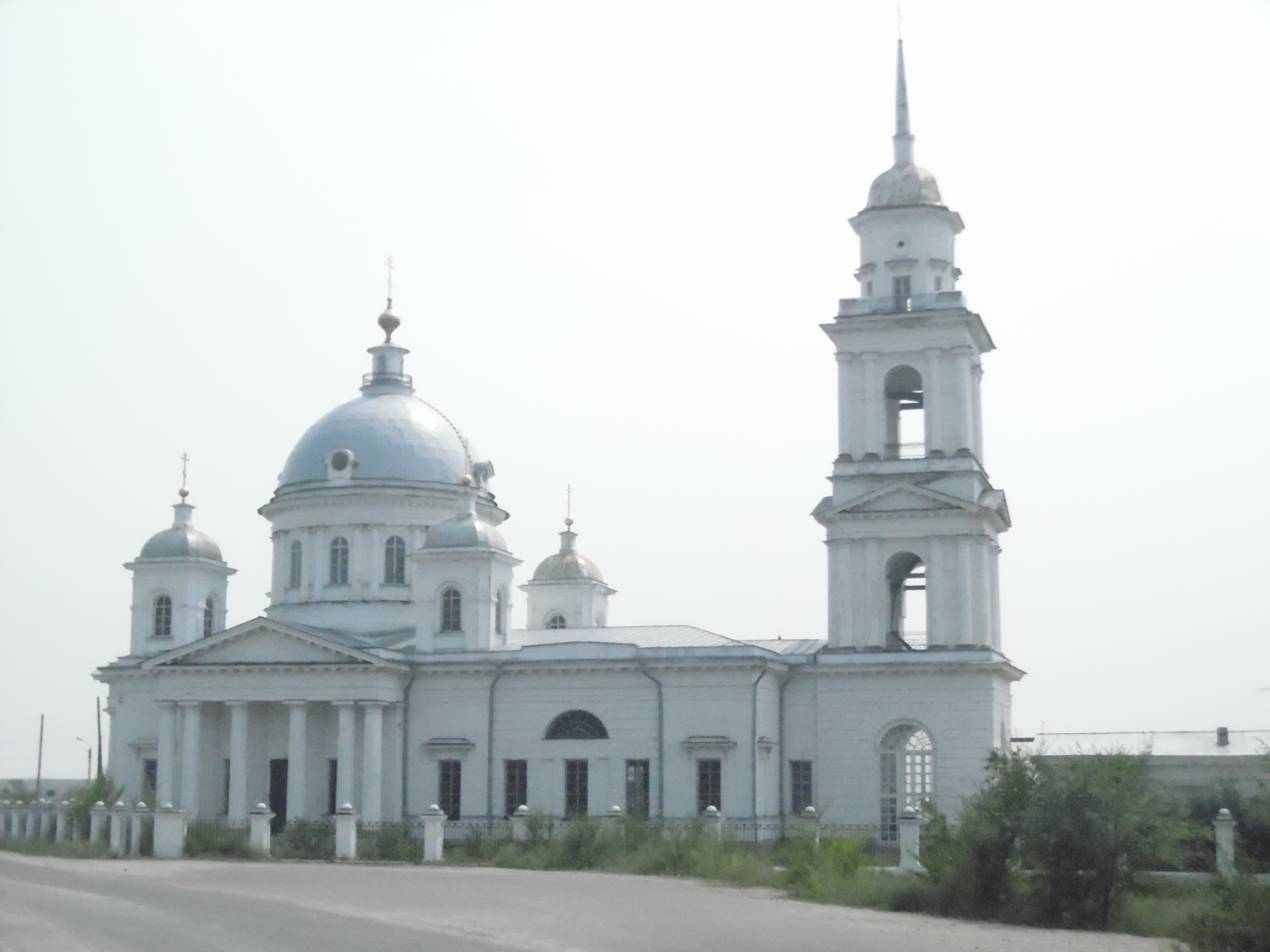